# Badminton aux Jeux africains de 2007
Navigation
Édition précédente Édition suivante
Les compétitions de badminton des 9es Jeux africains ont eu lieu à Alger en Algérie du 18 au 22 juillet 2007.

## Médaillés
| Event         | Or                                           | Argent                                      | Bronze                                 |
| ------------- | -------------------------------------------- | ------------------------------------------- | -------------------------------------- |
| Simple hommes | Nabil Lasmari                                | Eli Mambwe                                  | Karim Rezig                            |
| Simple hommes | Nabil Lasmari                                | Eli Mambwe                                  | Edwin Ekiring                          |
| Simple femmes | Grace Daniel                                 | Michelle Edwards                            | Catherina Paulin                       |
| Simple femmes | Grace Daniel                                 | Michelle Edwards                            | Stacey Doubell                         |
| Double hommes | Roeloef Jacobys Dednam et Christoffel Dednam | Dohan Lance James et Willem Abraham Viljoen | Greg Okuonghae et Ibrahim Adamu        |
| Double hommes | Roeloef Jacobys Dednam et Christoffel Dednam | Dohan Lance James et Willem Abraham Viljoen | Jinkam Iframu et Ocholi Edicha         |
| Double femmes | Michelle Edwards et Chantal Botts            | Grace Daniel et Susan Ideh                  | Hadia Hosny et Alaa Youssef            |
| Double femmes | Michelle Edwards et Chantal Botts            | Grace Daniel et Susan Ideh                  | Stacey Doubell et Kerry-Lee Harrington |
| Double mixte  | Georgie Cupidon et Juliette Ah-Wan           | Okuonghae Greg et Grace Kubi Daniel         | Roelof Dednam et Michelle Edwards      |
| Double mixte  | Georgie Cupidon et Juliette Ah-Wan           | Okuonghae Greg et Grace Kubi Daniel         | Eli Mambwe et Ogar Siamupangila        |
| Teams         | Nigeria                                      | Afrique du Sud                              | Seychelles                             |
| Teams         | Nigeria                                      | Afrique du Sud                              | Algérie                                |

### Résultats des finales
| Catégorie      | Vainqueur                                   | Second                                     | Score              |
| -------------- | ------------------------------------------- | ------------------------------------------ | ------------------ |
| Simple hommes  | Nabil Lasmari                               | Eli Mambwe                                 | 21-17, 21-13       |
| Simple femmes  | Grace Daniel                                | Michelle Edwards                           | 21-16, 21-14       |
| Doubles hommes | Roeloef Jacobys Dednam & Christoffel Dednam | Dohan Lance James & Willem Abraham Viljoen | 21-10, 21-15       |
| Double femmes  | Michelle Edwards & Chantal Botts            | Grace Daniel & Susan Ideh                  | 21-12, 9-21, 22-20 |
| Double mixte   | Georgie Cupidon & Juliette Ah-Wan           | Okuonghae Greg & Grace Daniel              | 21-14, 21-17       |

### Tableau des médailles
| Pos | Country        | Médaille d'or | Médaille d'argent | Médaille de bronze | Total |
| --- | -------------- | ------------- | ----------------- | ------------------ | ----- |
| 1   | Afrique du Sud | 2             | 3                 | 3                  | 8     |
| 2   | Nigeria        | 2             | 2                 | 2                  | 6     |
| 3   | Algérie        | 1             | 0                 | 2                  | 3     |
| 3   | Seychelles     | 1             | 0                 | 2                  | 3     |
| 5   | Zambie         | 0             | 1                 | 1                  | 2     |
| 6   | Égypte         | 0             | 0                 | 1                  | 1     |
| 6   | Ouganda        | 0             | 0                 | 1                  | 1     |